# Classes SECR K e SR K1
A classe SECR K era uma locomotiva do tipo de 2-6-4 projetada em 1914 por Richard Maunsell para transporte de passageiros na Ferrovia do Sudeste e Chatham (SECR), que operava entre Londres e o sudeste da Inglaterra. A classe SR K1 da Southern Railway (SR) era uma variante de três cilindros da classe K, projetada em 1925 para adequar-se a uma carga mais estreita. Essas duas classes de locomotiva estavam entre os primeiros tipos de transportes ferroviários da Great Western Railway (GWR) a usar e aperfeiçoar os princípios básicos de potência e de projetos estabelecidos pelo engenheiro-chefe George Jackson Churchward. As locomotivas foram baseadas na classe GWR 4300, sendo que as Classes SECR K e SR K1 foram melhoradas através de um "downsizing" do projeto que trouxe em troca simplicidade e manutenção fácil para Midland Railway.
A classe K foi projetada para ser mecanicamente similar às locomotivas de tráfego misto 2-6-0 da classe SECR N. A classe SECR K e SR K1 foram uma das primeiras a usar o arranjo das rodas 2-6-4 na Grã-Bretanha. [2] A produção começou no final da Primeira Guerra Mundial, e o protótipo saiu da Ashford Works três anos após o término do trabalho de design devido a restrições da produção em tempo de guerra. Elas substituíram locomotivas de passageiros 4-4-0 obsoletas em um programa de padronização de frota da SECR.

Vinte e uma locomotivas foram construídas: vinte SECR K (dois cilindros) e uma SR K1 (três cilindros), a primeira em 1917 e as restantes entre 1925 e 1926. Operavam sobre a parte oriental da rede ferroviária sul e foram lhes dadas nomes de rios. As tripulações referiam-se às classes K e K1 como "Rolling Rivers" devido à sua instabilidade quando viajavam a alta velocidade. Elas foram reconstruídas como classe SR U de dois cilindros e classe SR U1 de 3 cilindros 2-6-0 (respectivamente) após um acidente ferroviário em Sevenoaks, Kent em 1927. Elas continuaram em serviço com a British Railways(BR) até a última retirada em 1966. Uma reconstrução da classe K (nº 31806) está preservada na Ferrovia Swanage em Dorset e ainda está em operação hoje.